# ArXiv
arXiv (uitgesproken als het Engelse archive, met X de Griekse letter Chi, χ) is een verzameling van elektronische vooruitgaven van wetenschappelijke artikelen in de wiskunde, natuurkunde, sterrenkunde, informatica, mathematische biologie, statistiek en mathematische economie, die online geraadpleegd kunnen worden. In bepaalde deelgebieden van de wis- en natuurkunde kunnen bijna alle wetenschappelijke artikelen op arXiv gevonden worden. arXiv is opgericht op 14 augustus 1991 en passeerde de grens van een half miljoen artikelen op 3 oktober 2008. In 2012 werden er meer dan 7000 artikelen per maand op arXiv geplaatst.

## Geschiedenis
arXiv is oorspronkelijk ontwikkeld door Paul Ginsparg, onder andere als vervanging van een multinationale maillijst van vooruitgaven van wetenschappelijke artikelen die de twee jaar daarvoor handmatig werd bijgewerkt door Joanne Cohn. Het begon in augustus 1991 als een opslag van vooruitgaven in de natuurkunde en werd later uitgebreid en bevatte ook artikelen in de sterrenkunde, wiskunde, informatica, niet-lineaire wetenschappen, mathematische biologie en meest recentelijk ook statistiek. Het bleek al snel dat er een vraag was naar de opslag van vooruitgaven in een database. Een artikel dat op deze manier wordt gepubliceerd wordt ook wel een e-print genoemd (letterlijke vertaling uit het Engels: elektronische uitgave). Voor het oprichten van arXiv kreeg Ginsparg in 2002 een MacArthur Fellowship.
Oorspronkelijk was de database gevestigd in het Los Alamos National Laboratory en werd het het LANL preprint archive (LANL vooruitgave-archief) genoemd. De oorspronkelijke website was gevestigd op xxx.lanl.gov. Tegenwoordig wordt de website beheerd door de Cornell-universiteit,
en heeft het veertien mirrors verspreid over de wereld. In 1999 werd zowel de naam als de website veranderd naar arXiv.org, voor meer flexibiliteit.
Het oprichten van arXiv is een van de belangrijkste oorzaken van de huidige populariteit van de stroming binnen de wetenschappelijke publicaties die bekendstaat als open access en die algemene beschikbaarheid van wetenschappelijke kennis voorstaat. Zowel wiskundigen als wetenschappers publiceren regelmatig hun artikelen op arXiv om ze wereldwijd beschikbaar te maken voordat ze gepubliceerd worden in zogenaamde 'peer-reviewtijdschriften'.
Het jaarlijkse budget van arXiv is ongeveer 597.000 euro voor de periode 2013-2017. Dit geld komt van de Cornell University Library, de Simonsstichting en een jaarlijks bedrag dat betaald wordt door instituten die deelnemen aan arXiv. Dit betaalmodel is in 2010 ontstaan, toen Cornell de verschillende instituten een vrijwillige bijdrage vroeg gebaseerd op de hoeveelheid gedownloade artikelen. Jaarlijkse donaties zijn over het algemeen tussen de 2.300 en 4.000 dollar (ongeveer tussen 1.662 en 2.891 euro), gebaseerd op het gebruik van elk instituut. Tegenwoordig hebben ongeveer 170 instituten aangegeven een bijdrage te willen leveren voor de periode 2013-2017 en dit zou een bedrag van ongeveer 246.000 euro opleveren.
In september 2011, nam Cornell University Library de algemene administratieve en financiële verantwoordelijkheid op zich voor het beheer en de ontwikkeling van arXiv.

## Peerreview
Hoewel arXiv geen gebruik maakt van peerreview (Collegiale toetsing) houdt een groep toezichthouders de ingeleverde artikelen in de gaten en hercategoriseren deze indien nodig. Een lijst van deze toezichthouders is over het algemeen voor elk onderwerp beschikbaar, maar voor de meeste natuurkunde-onderwerpen zijn de toezichthouders onbekend.
In januari 2004 werd tevens een goedkeuringssysteem ingevoerd om er voor te zorgen dat de inhoud relevant en van belang is voor het huidige onderzoek in een bepaald onderzoeksveld. Op dit systeem is kritiek, aangezien het beperkend zou werken. Binnen het systeem moet een auteur eerst worden 'geaccepteerd'. Deze acceptatie geschiedt hetzij door een andere 'geaccepteerde' arXivauteur, hetzij geschiedt ze automatisch. Dit hangt af van verschillende, veranderende, criteria, die niet naar buiten toe gecommuniceerd worden. Het ingediende artikel wordt niet gecontroleerd op fouten, maar of de inhoud geschikt is voor het onderzoeksveld. Nieuwe auteurs van erkende academische instituten worden over het algemeen automatisch geaccepteerd, wat in de praktijk betekent dat zij zich niet druk hoeven te maken over het acceptatiesysteem.
De meerderheid van de artikelen op arXiv worden ook ingediend in tijdschriften om gepubliceerd te worden, maar bepaalde artikelen, waaronder zeer invloedrijke, bestaan slechts als e-print en worden nooit gepubliceerd in een tijdschrift dat gebruikmaakt van peerreview. Een bekend voorbeeld hiervan is een schets van een bewijs van het vermeetkundigingsvermoeden van Thurston, waarvan het Vermoeden van Poincaré een bijzonder geval is, door Grigori Perelman in november 2002.
Hoewel arXiv dubieuze publicaties bevat, zoals zogenaamde tegenvoorbeelden voor bekende stellingen of bewijzen van beroemde vermoedens zoals de laatste stelling van Fermat waarbij slechts gebruik wordt gemaakt van middelbareschoolwiskunde, zijn deze verrassend zeldzaam. Over het algemeen worden deze artikelen in andere categorie geplaatst (namelijk 'General mathematics'), in plaats van dat deze verwijderd worden.

## Geaccepteerde 'formats'
Artikelen kunnen in verschillende formats worden ingeleverd, waaronder LaTeX en een pdf van een andere tekstverwerker dan TeX of LaTeX. De inzending wordt geweigerd als het niet lukt om een pdf-bestand te genereren, als een afbeeldingsbestand te groot is of als de totale inzending te groot is. Tegenwoordig is het mogelijk om een inzending die niet volledig is aan te passen en daarna pas de inzending definitief te versturen. De tijd van inzending die op het artikel staat is de tijd van de uiteindelijke inzending.

## Toegang
De gebruikelijke manier om arXiv te raadplegen is via de website arXiv.org of een van de mirrors. Verscheidene andere vormgevingen en manieren om toegang te verkrijgen zijn aangemaakt door niet-verbonden organisaties. Dit is onder andere mogelijk via de universiteit van Californië, waar het zogenaamde Davis's front is aangemaakt. Dit is een webportaal die meer zoekmogelijkheden biedt. Tevens is de vormgeving voor arXiv in dit geval duidelijker. Door bepaalde wiskundigen wordt dit ook wel (the) Font genoemd.
Men kan ook gebruikmaken van Google Scholar en Windows Live Academic om te zoeken binnen arXiv. Ten slotte is het ook mogelijk voor onderzoekers om bepaalde deelgebieden te selecteren en hiervan dagelijks een e-mail of RSS-feed te ontvangen met een lijst van inzendingen binnen het deelgebied.

## Auteursrecht
Bestanden op arXiv kunnen gepubliceerd worden onder verschillende vormen van het auteursrecht:
1. sommige artikelen zijn in het publiek domein, in dit geval staat dit aangegeven binnen het artikel;
2. sommige artikelen zijn beschikbaar onder de Creative Commons 3.0 Attribution-Share alike license of de Creative Commons  3.0 Attribution-non-commercial-Share Alike license;
3. bij sommige artikelen ligt het auteursrecht bij de uitgever, maar de auteur heeft het recht om het artikel te verspreiden en heeft arXiv een niet-exclusieve onherroepelijke licentie gegeven het artikel te verspreiden;
4. bij de meeste artikelen ligt het auteursrecht bij de auteur en heeft arXiv slechts een niet-exclusieve onherroepelijke licentie om het artikel te verspreiden.